# Abraham van den Tempel
Abraham van den Tempel ou Abraham Lambertsz. van den Tempel (1622, Leeuwarden - 4 octobre 1672, Amsterdam) est un peintre néerlandais du siècle d'or. Il est connu pour ses peintures de portraits et d'animaux.

## Biographie
Abraham van den Tempel est né en 1622 à Leeuwarden aux Pays-Bas.
Il apprend la peinture auprès de son père, qui est prêcheur Mennonite à Leeuwarden et un professeur d'art respecté. Son père Lambert Jacobsz a enseigné la peinture à Govert Flinck et Jacob Adriaensz Backer. Abraham est adolescent lorsque son père meurt en 1636. Cette même année, il s'installe à Amsterdam ou il vit jusqu'en 1647. Par la suite, il part s'installer à Leyde, où il a comme maître Joris van Schooten. Il épouse Catharina Pietersdr. van Hoogmade le 23 mars 1647. Il est l'un des fondateurs de la Guilde de Saint-Luc de Leyde le 10 mars 1648. Abraham prend le nom de Tempel car il réside une maison où le relief de la clé de voûte de la porte d'entrée représentait un temple. Il devient l'élève de Jacob Adriaensz Backer. Il étudie également les mathématiques à l'Université de Leyde. Il rencontre un grand succès auprès du conseil municipal de la ville, qui lui ordonne plusieurs commandes, incluant la réalisation de trois peintures allégoriques sur l'industrie textile pour les Halles aux Draps de Leyde. Ces tableaux sont toujours à leur place originale au Musée municipal de Leyde, dans le bâtiment des anciennes Halles aux Draps de Leyde. En 1659, il est nommé doyen de la Guilde de Saint-Luc de Leyde.
En 1660, il retourne vivre à Amsterdam. Il se consacre à l'enseignement de la peinture. Ses élèves sont Frans van Mieris l'Ancien, Carel de Moor, Michiel van Musscher, Ary de Vois, et Isaac Paling.
Il meurt le 4 octobre 1672 à Amsterdam et est enterré le 8 octobre 1672.

## Œuvres
- Portrait d'une femme[2], Rijksmuseum, Amsterdam
- Portrait de Pieter de la Court[3], Rijksmuseum, Amsterdam
- Portrait de Catharina van der Voort[4], Rijksmuseum, Amsterdam
- Portrait de Machteld Bas[5], Rijksmuseum, Amsterdam
- Portrait de David Leeuw, marchand à Amsterdam, avec sa famille[6], Rijksmuseum, Amsterdam
- Portrait d'Abraham de Visscher, marchand à Amsterdam, et directeur de la Compagnie néerlandaise des Indes orientales[7], Rijksmuseum, Amsterdam
- Portrait d'une fillette en Diane chasseresse, musée Magnin, Dijon

Œuvres d'Abraham van den Tempel
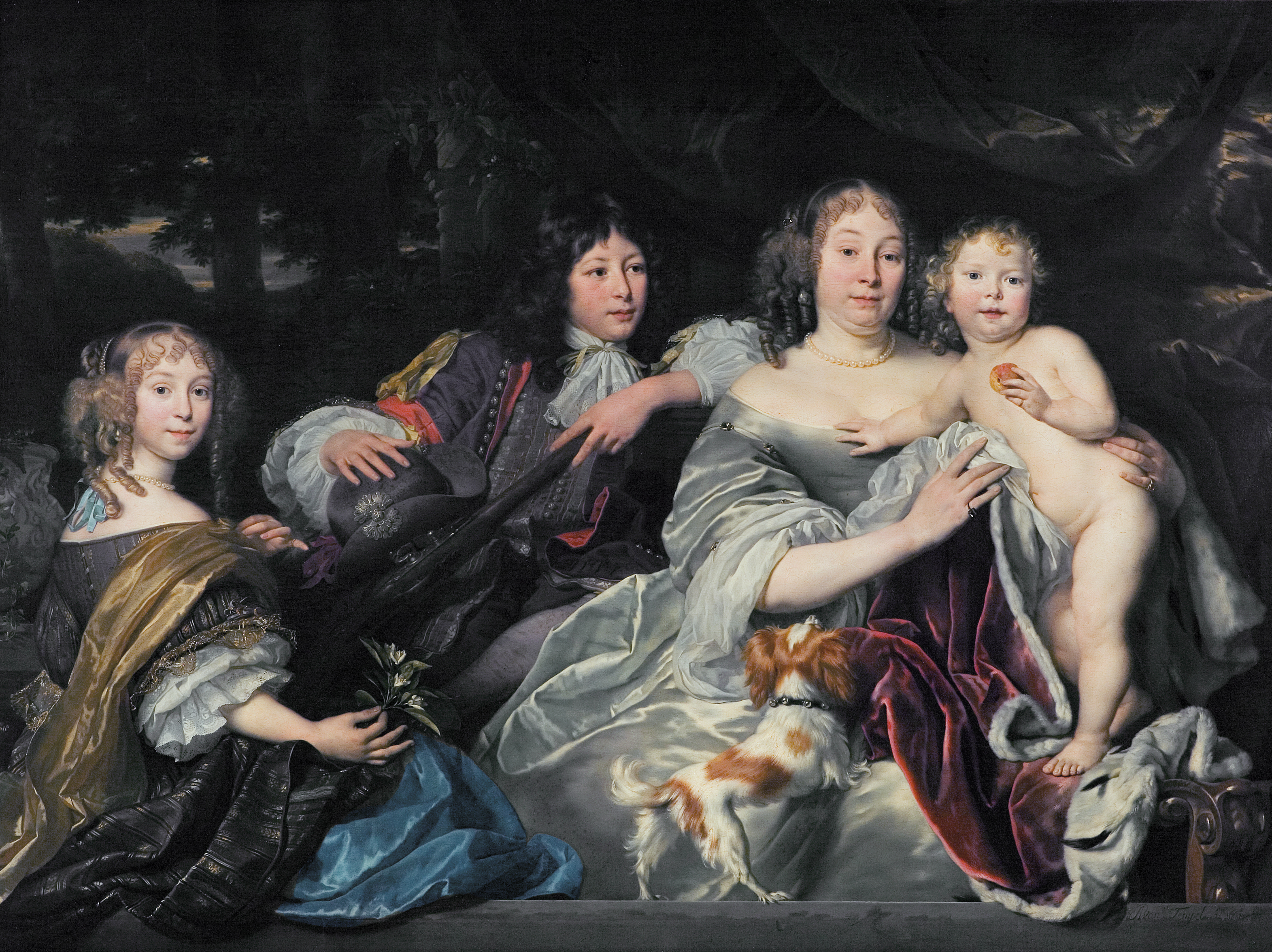
La Princesse Albertina d'Orange avec des enfants (1668), Leeuwarden, Fries Museum (en).
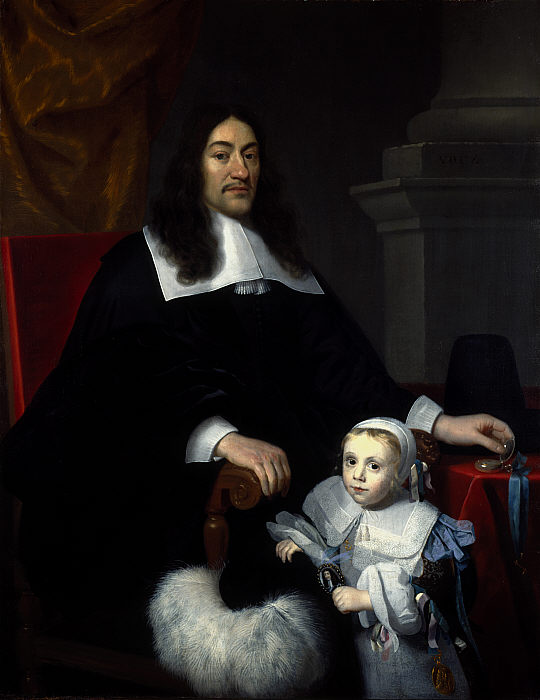
Sir William Davidson of Curriehill (vers 1664), Édimbourg, Galerie nationale d'Écosse.